# Hans Marmbo
Hans Emil "Tuppen" Marmbo, antog senare namnet Andersson, född 11 juli 1929 i Brännkyrka församling i Stockholm, död 25 juli 2004 i Tystbergabygdens församling i Södermanlands län, var en svensk brottsling och gärningsmannen bakom de så kallade träskmorden under 1966. I samband med "träskmorden" myntades begreppet "ståplats i Nybroviken". 
Marmbo var en småkriminell person som hade inbrott som sin livsförsörjning. I oktober 1966 mördade han två män och en kvinna. I juni 1967 dömdes han till livstids fängelse. 
Han är begravd på Skogskyrkogården i Stockholm.

## Mordoffren
- Per Hallsén född 19 april 1932 i Tierp, död ca 8 oktober 1966. Skild sedan augusti 1961.
- Nils Stenbäck född 20 mars 1921 i Umeå, död 15 oktober 1966.
- Siv Gryting, ogift Björkman, född 31 december 1931 i Katarina församling i Stockholm, död 18 oktober 1966. Gift sedan 14 september 1952.